# Sonorella simmonsi
Sonorella simmonsi är en snäckart som beskrevs av W. B. Miller 1966. Sonorella simmonsi ingår i släktet Sonorella och familjen Helminthoglyptidae. Inga underarter finns listade i Catalogue of Life.